# Campeonato Brasileiro Série A 1991
Die Campeonato Brasileiro Série A 1991 war die 35. Spielzeit der höchsten brasilianischen Fußballliga, der Série A.

## Saisonverlauf
Die Série A startete am 2. Februar 1991 in ihre neue Saison und endete am 19. Juli 1991. Die Meisterschaft wurde vom nationalen Verband CBF ausgerichtet.
Modus

1. Runde: Zunächst traten alle Vereine einmal gegeneinander an. Die besten vier Mannschaften qualifizierten sich für die Finalrunde.
Finalrunde: Diese bestand aus Halbfinale und Finale.
Gesamttabelle: Aus den Ergebnissen der ersten und zweiten Runde wurde eine Gesamttabelle gebildet.
Am 1. Mai, dem siebzehnten Spieltag, kam es in der Partie zwischen Fluminense FC und Botafogo FR zur Halbzeit beim Stand von 0:0 zu einem Spielabbruch, nachdem Fans von Botafogo das Spiel gestürmt hatten. Das Spiel wurde daraufhin mit 1:0 für den Fluminense FC gewertet.
Nach der Saison wurden wie jedes Jahr Auszeichnungen an die besten Spieler des Jahres vergeben. Der „Goldene Ball“, vergeben von der Sportzeitschrift Placar, ging an Mauro Silva vom Vize-Meister CA Bragantino. Torschützenkönige wurde Paulinho McLaren mit 15 Treffern vom FC Santos.

## 1. Runde
| Pl. | Verein               | Sp. | S  | U  | N  | Tore  | Diff. | Punkte |
| --- | -------------------- | --- | -- | -- | -- | ----- | ----- | ------ |
| 01. | FC São Paulo         | 19  | 11 | 4  | 4  | 26:14 | + 12  | 26     |
| 02. | CA Bragantino        | 19  | 9  | 8  | 2  | 27:14 | + 13  | 26     |
| 03. | Fluminense FC        | 19  | 10 | 4  | 5  | 28:19 | + 09  | 24     |
| 04. | Atlético Mineiro     | 19  | 8  | 8  | 3  | 28:19 | + 09  | 24     |
| 05. | SC Corinthians (M)   | 19  | 8  | 8  | 3  | 23:17 | + 06  | 24     |
| 06. | SE Palmeiras         | 19  | 7  | 8  | 4  | 20:19 | + 01  | 22     |
| 07. | SC Internacional     | 19  | 5  | 10 | 4  | 19:16 | + 03  | 20     |
| 08. | FC Santos            | 19  | 7  | 5  | 7  | 23:20 | + 03  | 19     |
| 09. | CR Flamengo          | 19  | 7  | 5  | 7  | 20:24 | - 04  | 19     |
| 10. | Portuguesa           | 19  | 5  | 9  | 5  | 14:15 | - 01  | 19     |
| 11. | CR Vasco da Gama     | 19  | 4  | 11 | 4  | 22:26 | - 04  | 19     |
| 12. | Botafogo FR          | 19  | 6  | 6  | 7  | 19:21 | - 03  | 18     |
| 13. | EC Bahia             | 19  | 5  | 8  | 6  | 16:18 | - 02  | 18     |
| 14. | Náutico Capibaribe   | 19  | 7  | 3  | 9  | 19:25 | - 06  | 17     |
| 15. | Goiás EC             | 19  | 6  | 5  | 8  | 27:24 | + 03  | 17     |
| 16. | Cruzeiro EC          | 19  | 5  | 6  | 8  | 23:28 | - 05  | 16     |
| 17. | Athletico Paranaense | 19  | 5  | 5  | 9  | 27:28 | - 01  | 15     |
| 18. | Sport Recife         | 19  | 4  | 5  | 10 | 15:30 | - 15  | 13     |
| 19. | Grêmio FBPA          | 19  | 3  | 6  | 10 | 15:24 | - 09  | 12     |
| 20. | EC Vitória           | 19  | 3  | 6  | 10 | 17:27 | - 10  | 12     |

| (M) | Meister des Vorjahres |

## Halbfinale
|                  | Gesamt |               | Hinspiel | Rückspiel |
| ---------------- | ------ | ------------- | -------- | --------- |
| Atlético Mineiro | 1:1    | FC São Paulo  | 1:1      | 0:0       |
| Fluminense FC    | 1:2    | CA Bragantino | 0:1      | 1:1       |

## Finale

### Hinspiel
| FC São Paulo                                   | FC São Paulo | CA Bragantino | CA Bragantino |
| ---------------------------------------------- | --- | --- | ------------- |
| FC São Paulo                                   | \| 5. Juli 1991 in São Paulo (Estádio do Morumbi) \| \| Ergebnis: 1:0 (0:0) \| \| Zuschauer: 57.923 \| \| Schiedsrichter: Márcio Rezende de Freitas \| | \| 5. Juli 1991 in São Paulo (Estádio do Morumbi) \| \| Ergebnis: 1:0 (0:0) \| \| Zuschauer: 57.923 \| \| Schiedsrichter: Márcio Rezende de Freitas \|                                                | CA Bragantino |
| FC São Paulo                                   | Zetti, Cafu, Antônio Carlos, Ricardo Rocha, Leonardo, Ronaldão, Bernardo, Raí, Müller, Macedo, Elivélton (Mário Tilico) Cheftrainer: Telê Santana      | Marcelo Martelotte, Gil Baiano, Júnior Paulista, Nei, Biro-Biro, Mauro Silva, Alberto Félix, Ivair (Luís Müller), Sílvio, Ronaldo Alfredo (Franklin Bittencourt) Cheftrainer: Carlos Alberto Parreira | CA Bragantino |
| FC São Paulo                                   | 1:0 Mário Tilico (48.) | | CA Bragantino |
| FC São Paulo                                   | Biro-Biro, Franklin | | CA Bragantino |
| 5. Juli 1991 in São Paulo (Estádio do Morumbi) | | |               |
| Ergebnis: 1:0 (0:0)                            | | |               |
| Zuschauer: 57.923                              | | |               |
| Schiedsrichter: Márcio Rezende de Freitas      | | |               |

### Rückspiel
| CA Bragantino                                               | CA Bragantino | FC São Paulo | FC São Paulo |
| ----------------------------------------------------------- | --- | --- | ------------ |
| CA Bragantino                                               | \| 9. Juli 1991 in Bragança Paulista (Estádio Marcelo Stéfani) \| \| Ergebnis: 0:0 (0:0) \| \| Zuschauer: 12.492 \| \| Schiedsrichter: José Roberto Wright \|                                     | \| 9. Juli 1991 in Bragança Paulista (Estádio Marcelo Stéfani) \| \| Ergebnis: 0:0 (0:0) \| \| Zuschauer: 12.492 \| \| Schiedsrichter: José Roberto Wright \| | FC São Paulo |
| CA Bragantino                                               | Marcelo Martelotte, Gil Baiano, Júnior Paulista, Nei, Biro-Biro, Mauro Silva, Alberto Félix, Ivair (Luís Müller), Sílvio, João Santos (Franklin Bittencourt) Cheftrainer: Carlos Alberto Parreira | Zetti, Zé Teodoro, Antônio Carlos, Ricardo Rocha, Leonardo, Ronaldão, Bernardo, Cafu, Raí, Macedo, Müller (Flávio Campos) Cheftrainer: Telê Santana           | FC São Paulo |
| CA Bragantino                                               | Biro-Biro, João Santos | Zé Teodoro, Ricardo Rocha | FC São Paulo |
| 9. Juli 1991 in Bragança Paulista (Estádio Marcelo Stéfani) | | |              |
| Ergebnis: 0:0 (0:0)                                         | | |              |
| Zuschauer: 12.492                                           | | |              |
| Schiedsrichter: José Roberto Wright                         | | |              |

## Abschlusstabelle
Die Tabellen diente lediglich zur Feststellung der Platzierung der einzelnen Mannschaften in der Saison. Sie setzt sich zusammen aus allen ausgetragenen Spielen, mit Ausnahme der Spiele aus der Playoff-Runde. Die Mitglieder der Gruppen A und B sind vorrangig vor denen der Gruppen C und D, auch wenn diese bei gleicher Spielanzahl mehr Punkte erreicht haben sollten.
| Pl. | Verein               | Sp. | S  | U  | N  | Tore  | Diff. | Punkte |
| --- | -------------------- | --- | -- | -- | -- | ----- | ----- | ------ |
| 01. | FC São Paulo         | 23  | 12 | 7  | 4  | 28:15 | + 13  | 31     |
| 02. | CA Bragantino        | 23  | 10 | 10 | 3  | 29:16 | + 13  | 30     |
| 03. | Fluminense FC        | 21  | 8  | 10 | 3  | 29:20 | + 09  | 26     |
| 04. | Atlético Mineiro     | 21  | 10 | 5  | 6  | 29:21 | + 10  | 25     |
| 05. | SC Corinthians (M)   | 19  | 8  | 8  | 3  | 23:17 | + 06  | 24     |
| 06. | SE Palmeiras         | 19  | 7  | 8  | 4  | 20:19 | + 01  | 22     |
| 07. | SC Internacional     | 19  | 5  | 10 | 4  | 19:16 | + 03  | 20     |
| 08. | FC Santos            | 19  | 7  | 5  | 7  | 23:20 | + 03  | 19     |
| 09. | CR Flamengo          | 19  | 7  | 5  | 7  | 20:24 | - 04  | 19     |
| 10. | Portuguesa           | 19  | 5  | 9  | 5  | 14:15 | - 01  | 19     |
| 11. | CR Vasco da Gama     | 19  | 4  | 11 | 4  | 22:26 | - 04  | 19     |
| 12. | Botafogo FR          | 19  | 6  | 6  | 7  | 19:21 | - 03  | 18     |
| 13. | EC Bahia             | 19  | 5  | 8  | 6  | 16:18 | - 02  | 18     |
| 14. | Náutico Capibaribe   | 19  | 7  | 3  | 9  | 19:25 | - 06  | 17     |
| 15. | Goiás EC             | 19  | 6  | 5  | 8  | 27:24 | + 03  | 17     |
| 16. | Cruzeiro EC          | 19  | 5  | 6  | 8  | 23:28 | - 05  | 16     |
| 17. | Athletico Paranaense | 19  | 5  | 5  | 9  | 27:28 | - 01  | 15     |
| 18. | Sport Recife         | 19  | 4  | 5  | 10 | 15:30 | - 15  | 13     |
| 19. | Grêmio FBPA          | 19  | 3  | 6  | 10 | 15:24 | - 09  | 12     |
| 20. | EC Vitória           | 19  | 3  | 6  | 10 | 17:27 | - 10  | 12     |

| (M) | Meister des Vorjahres |

## Torschützenliste
| Pl. | Nat.        | Spieler          | Verein      | Tore    |
| --- | ----------- | ---------------- | ----------- | ------- |
| 1   | Brasilianer | Paulinho McLaren | Santos      | 15 Tore |
| 2   | Brasilianer | Túlio            | Goiás       | 13 Tore |
| 3   | Brasilianer | Charles Fabian   | Cruzeiro    | 11 Tore |
| 3   | Brasilianer | Neto             | Corinthians | 11 Tore |
| 5   | Brasilianer | Bízu             | Náutico     | 10 Tore |
| 5   | Brasilianer | Ézio             | Fluminense  | 10 Tore |

Liste der Fußball-Torschützenkönige Série A (Brasilien)